# Astoria (Illinois)
Astoria je gradić u američkoj saveznoj državi Ilinois. Prema popisu stanovništva iz 2010. u njemu je živjelo 1.141 stanovnika.